# Cerro Patena
Cerro Patena o Nwänanbäda es un corregimiento del distrito de Besikó en la comarca Ngäbe-Buglé, República de Panamá. La localidad tiene 1730 habitantes (2010).